# Pierluigi Pardo
Pierluigi Pardo (Roma, 4 marzo 1974) è un giornalista, conduttore televisivo e telecronista sportivo italiano.

## Biografia
Romano del quartiere Trieste, figlio di un dirigente del CONI, si laurea in economia alla Sapienza di Roma nel 1999.
Nel 1991 frequenta il corso per arbitri di pallacanestro della FIP e al termine del corso supera l'esame finale.

## Carriera
Prodotto del Piccolo Gruppo di Michele Plastino (laboratorio di giornalismo e comunicazione che ha lanciato giornalisti come Sandro Piccinini, Massimo Marianella e Fabio Caressa), tra il 1999 e il 2001 si alterna tra il lavoro come marketing assistant brand manager alla Procter & Gamble, come telecronista di Tele+ e come conduttore radiofonico presso le emittenti romane.

### Stream
Dal 2001 è inviato e telecronista per Stream, confluita poi in Sky Italia, per la quale ha commentato le principali partite della FA Cup.

### Sky Italia
Segue come telecronista le principali partite del campionato di Serie A, della Lega Pro e alcune partite di Premier League e come inviato da bordocampo i match principali di UEFA Champions League nei quali è impegnata una squadra italiana. Nel 2006, in occasione del campionato mondiale di calcio in Germania, ha commentato tutte le partite giocate dalla nazionale dell'Inghilterra.
Ha condotto insieme a Stefano De Grandis il programma Extreme Dodgeball su GXT e American Gladiators insieme alla ex velina Thais Souza Wiggers. Ha più volte sostituito Fabio Caressa nella conduzione del programma Mondo Gol in onda su Sky Sport. Il 19 novembre 2008 è uscito Dico Tutto, biografia del calciatore Antonio Cassano scritta insieme a Pardo.
Nel 2010 ha presentato con altri giornalisti di Sky uno speciale su Wayne Rooney in occasione dei suoi primi 100 gol in Premier League.

### Mediaset
Il 26 luglio 2010 passa a Mediaset Premium per la stagione sportiva 2010-2011 assieme al collega di Sky Marco Foroni. Con uno speciale in onda su Mediaset Premium ha curato e analizzato il caso Cassano. Nel dicembre 2010 è inviato ad Abu Dhabi per la Coppa del mondo per club vinta dall'Inter. Dal 2010 al 2012 conduce su Premium Calcio il programma Premium Football Club, approfondimento calcistico del lunedì sera. Nel gennaio 2011 presenta l'annuale edizione degli Oscar del calcio.
Nella stagione 2012-2013 conduce 11, programma di approfondimento calcistico del lunedì sera su Italia 2 (che però si rivelerà un flop e chiuderà dopo una sola stagione) ed è uno dei telecronisti di punta delle partite di Serie A, UEFA Champions League e UEFA Europa League sulle reti Mediaset, oltre che inviato al seguito della nazionale italiana di calcio.
Dal 16 settembre 2013 al 9 marzo 2020 conduce Tiki Taka - Il calcio è il nostro gioco, trasmesso in seconda serata su Italia 1 e Canale 5, destinato stavolta a un grande successo di pubblico. Dal febbraio 2016 conduce anche Maggioranza assoluta, sempre su Italia 1. In occasione del campionato del mondo 2018 Pardo conduce, sempre su Italia 1, Tiki Taka Russia ed è telecronista delle partite affiancato dal commentatore Aldo Serena. Entrambi commentano anche alcune delle partite della UEFA Nations League 2018-2019.
Il 2 settembre 2018 su Canale 5 debutta, con Giorgia Rossi, Elena Tambini e il comico Andrea Pucci, alla conduzione di Pressing, storico programma di approfondimento calcistico condotto da Raimondo Vianello negli anni '90 su Italia 1. Dal 17 settembre 2019 commenta le partite di UEFA Champions League trasmesse su Canale 5.
Dal 2021 Pierluigi Pardo non figura in Sport Mediaset, lasciando definitivamente l'azienda.

### DAZN
Il 2 agosto 2018 viene annunciato come telecronista delle partite di cartello del campionato di Serie A trasmesse dalla piattaforma DAZN. Cura poi anche il format Parto con Pardo.
Viene confermato come telecronista di DAZN anche per il triennio 2021-2024. Il 4 aprile 2022 prende il via su DAZN il suo nuovo programma di approfondimento del lunedì sera Supertele - Leggero come un pallone. Oltre alla Serie A si è occupato anche della telecronaca dell'Europa League e del nuovo Mondiale per club.

### Radio 24
Dal 2013 conduce in coppia con Carlo Genta la trasmissione radiofonica Tutti convocati, trasmessa quotidianamente su Radio 24. Dal 2017 conduce, inoltre, la trasmissione Mangia come parli insieme allo chef Davide Oldani, anche in questo caso su Radio 24.

### Corriere dello Sport
Dall'ottobre 2015 collabora come opinionista per il quotidiano sportivo Corriere dello Sport, nella rubrica Tiki...PediA.

### LA7
Dal 2 luglio 2022, con l'acquisizione da parte di LA7 dei diritti televisivi del Palio di Siena fino al 2025, la rete gli affida la cronaca dell'evento al fianco di Giovanni Mazzini.

### Rai
Dal 15 ottobre 2022 al 25 febbraio 2023 ha condotto su Rai 2 il programma del sabato pomeriggio Ti sembra normale?.
Nel 2025 è la voce narrante della nona edizione de Il Collegio.

### Videogiochi
Nel 2002 ha prestato la propria voce da telecronista nel videogioco Disney Sports: Football per GameCube.
Dal 2008 è la voce della telecronaca italiana di Pro Evolution Soccer 2009 insieme a José Altafini. I due sono stati confermati anche per le edizioni successive del gioco, Pro Evolution Soccer 2010 e Pro Evolution Soccer 2011, ma per Pro Evolution Soccer 2012 ad affiancare Pardo per il commento tecnico è l'ex portiere Luca Marchegiani. I due inoltre sono stati confermati come telecronisti anche per Pro Evolution Soccer 2013 e Pro Evolution Soccer 2014.
A partire da FIFA 15 è il nuovo telecronista italiano della serie di videogiochi FIFA, affiancato da Stefano Nava per il commento tecnico, andando a sostituire Fabio Caressa e Beppe Bergomi.
Da FIFA 22 è affiancato a Daniele Adani.

## Vita privata
Nel 2014 sposa Simona Galimberti, dalla quale si separa nel 2018.
Nel giugno 2022 ha avuto un figlio, Diego, dalla relazione con Lorenza Baroncelli, architetto e urbanista.

## Programmi televisivi
-Emigratis (2018-2022)
- Extreme Dodgeball (GXT, 2004-2005)
- American Gladiators (GXT, 2008)
- Mondo Gol (Sky Sport, 2008)
- Premium Football Club (Premium Calcio, 2010-2012)
- Undici (Italia 2, 2012-2013)
- Tiki Taka - Il calcio è il nostro gioco (Italia 1, 2013-2018, 2019-2020; Canale 5, 2019)
- Maggioranza assoluta (Italia 1, 2016)
- Tiki Taka Russia (Italia 1, 2018)
- Pressing (Canale 5, 2018)
- Parto con Pardo (DAZN, 2020)
- Supertele - Leggero come un pallone (DAZN, 2022)
- Palio di Siena (LA7, dal 2022)
- Ti sembra normale? (Rai 2, 2022-2023)
- La conferenza stampa (RaiPlay, 2022)
- Giro d'Italia Women (Discovery+, 2025)

## Programmi radiofonici
- Tutti convocati (Radio 24, dal 2013)
- Mangia come parli (Radio 24, dal 2017)
- In campo con Pardo (Radio 24, dal 2023)

## Opere
- Dico tutto (e se fa caldo gioco all'ombra), con Antonio Cassano, Rizzoli, Milano, 2008
- Incredibile amici. Il mio manuale del calcio, con José Altafini, Rizzoli, Milano, 2009
- Le mattine non servono a niente. E altre 364 cassanate in forma di aforisma (aforismo?) per vivere un anno da fantasista, con Antonio Cassano, Milano, Rizzoli, 2009
- I piedi in Italia, il cuore in Africa, con Samuel Eto'o, Rizzoli, Milano, 2010
- Lo stretto necessario, Milano, Rizzoli, 2017